# 공수 (전한)
공수(龔遂, ? ~ 기원전 62년?)는 전한 후기의 관료로, 자는 소경(少卿)이며 산양군 남평양현(南平陽縣) 사람이다.

## 생애
경서에 밝아 벼슬하였고, 창읍나라의 낭중령이 되어 창읍왕 유하를 섬겼다. 유하는 품행이 바르지 못하여, 공수는 유하에게 간언하고 부와 상을 책망하였다.
원평 원년(기원전 74년), 소제가 붕어하고 유하가 황제로 추대되었다. 창읍상 안락(安樂)은 장락위위로 영전되었는데, 공수는 안락을 보고는 울며 말하였다.
| “ | 왕께서 천자가 되셨는데, 나날이 교만해지고 간언은 듣지 않으십니다. (소제의 죽음으로 인한) 슬픔이 채 가시지 않았는데, 날마다 신하들과 먹고 마시며 놀기만 하시니, 이것은 패륜입니다. 당신은 폐하의 재상이셨으니, 힘써 간하십시오. | ” |

결국 유하는 즉위한 지 27일 만에 폐위되었고, 창읍나라에서 온 신하들은 천자를 나쁜 길로 이끌었다는 죄목으로 모두 주살되어, 그 수가 200여 명에 이르렀다. 오직 공수와 창읍중위 왕길만이 예전에 간하였다 하여 목숨을 건지고 성단에 처하였다.
선제가 즉위한 지 오래 되었을 때, 발해 일대에 도적이 창궐하였으나 이천석들은 이들을 잡지 못하였다. 선제가 적임자를 구하니 승상과 어사대부는 공수를 추천하였고, 선제는 공수를 발해태수에 임명하였다.
이때 공수는 나이가 70여 세였고, 키가 작았다. 선제는 공수가 보잘것없는 사람이라 여겨, 내심 깔보며 앞으로의 계획을 물었다.
| “ | 발해에 난리가 나, 짐은 매우 근심스럽다. 그대는 어떻게 도적을 잡겠는가? | ” |

| “ | 발해는 매우 멀리 떨어진 바닷가에 자리잡아, 폐하의 은혜가 아직 미치지 못하여 백성들은 추위와 굶주림에 시달리고 있습니다. 그러나 관리들이 이들을 구휼하지 않으니 도적이 되어 사람들을 해치는데, 이는 어린아이들이 칼을 가지고 물웅덩이에서 장난하는 것과 같습니다. 폐하께서는 신으로 하여금 그들을 찍어누르게 하시렵니까, 아니면 평안하게 하시렵니까? | ” |

| “ | 인재를 발탁하여 평안케 하고자 한다. | ” |

| “ | 난민을 다스리는 것은 엉킨 밧줄을 푸는 것과 같아, 서둘러서는 안 됩니다. 승상과 어사대부가 신을 법으로 구속하지 못하게 하여, 신이 모든 일을 편의대로 처리하게 해주십시오. | ” |

선제는 허락하고 황금을 내려주었다.
공수가 발해에 도착하니, 발해에서는 새 태수가 부임했다는 소식을 듣고 병력을 이끌고 마중하였다. 공수는 모두 돌려보내고, 칙서를 내려 속현의 도적 잡는 관리들을 모두 파면하고는, 농기구와 밭을 가진 자들은 모두 양민이라고 규정하였다. 이렇게 되니 아전들이 무기를 가진 자들더러 도적이라고 규정할 수가 없게 되었다.
공수가 홀로 수레를 타고 관청에 도착하니 고을에서는 그 기세에 놀랐고, 도적들은 모두 흩어졌다. 이때 발해에는 서로를 중상모략하는 이들 또한 많았는데, 공수의 교화로 모두 사라졌다. 모두 무기를 버리고 농기구를 집었고, 백성들은 안심하고 생업에 종사하게 되었다. 공수는 곳간을 열어 빈민들을 구휼하는 한편 어진 관리를 선발하였고, 목축을 장려하였다.
몇 년 후, 선제는 공수를 중앙으로 불러들였다. 이때 의조(議曹)의 아전 왕생(王生)이 따라가겠다고 나섰는데, 군의 공조(功曹)는 그가 술꾼인데다가 품행이 경박하니 안 된다고 하였으나, 결국 왕생은 공수를 따라 장안에 가게 되었다.
장안에 도착한 왕생은 매일 술이나 마시고 공수를 거들떠 보지도 않았다. 공수가 입궁할 때에도 왕생은 술에 취해 있었는데, 이때 공수를 불러세우고는 이렇게 말하였다.
| “ | 발해를 어떻게 다스렸느냐고 천자께서 물으실 텐데, '모두 폐하의 덕이지, 신의 공이 아닙니다'라고 말씀하셔야 합니다. | ” |

공수는 왕생의 말대로 하였다. 선제는 크게 기뻐하며 어떤 장자(長者)에게서 그런 언질을 받았느냐고 물었고, 공수는 왕생이 알려주었다고 답하였다. 선제는 공수가 이미 늙어서 공경의 직무를 감당할 수 없다고 여겨 그를 수형도위에 임명하고, 왕생은 수형승(水衡丞)으로 삼았다.
공수는 벼슬하던 중 천수를 다하여 죽었다.

## 출전
- 반고, 《한서》 권19하 백관공경표 下·권89 순리전